# قيزيق مكسيكي
قيزيق مكسيكي (الاسم العلمي:Cyzicus mexicanus) (بالإنجليزية: Mexican clam shrimp)‏ هو نوع من الحيوانات يتبع جنس القيزيق من فصيلة القيازق.